# Nudaurelia venus
Nudaurelia venus is een vlinder uit de familie nachtpauwogen (Saturniidae). De wetenschappelijke naam van deze soort is voor het eerst geldig gepubliceerd in 1906 door Rebel.
De soort komt voor in tropisch Afrika.